# Chris Birchall
Chris Birchall   (Stafford, 5 de maig de 1984) és un exfutbolista de Trinitat i Tobago de les dècades de 2000 i 2010.
Fou 43 cops internacional amb la selecció de Trinitat i Tobago.
Pel que fa a clubs, destacà a Port Vale, Coventry City FC, St Mirren, Carlisle United, Brighton & Hove Albion FC i Los Angeles Galaxy.